# Drzewo bartne

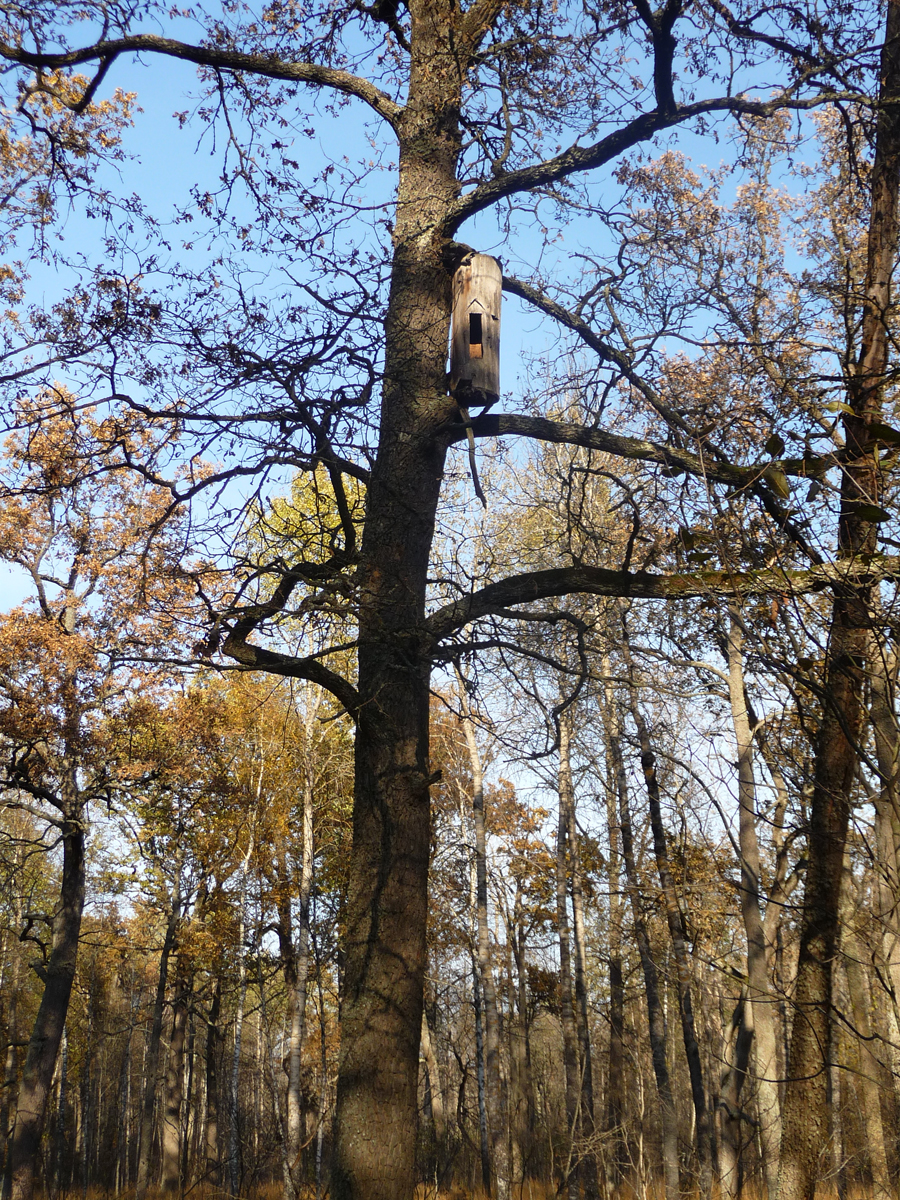
Współczesne drzewo bartne z kłodą bartną

Drzewo bartne – drzewo, na którym znajduje się barć lub kłoda bartna.

## Charakterystyka drzew bartnych
Gatunki drzew
Najczęściej drzewami bartnymi były sosny (określane też jako chwoje), rzadziej lipy, wiązy, jodły, świerki, dęby. Według jednej z hipotez słowo sosna mogło pierwotnie oznaczać drzewo z barcią, dziuplą i pochodzić od formy *sop-sna, wywodzącej się od słów prasłowianskich słów *sopeti ’sapać, dąć’ i *soją, sojiti ’rąbać drzewo, łupać szczapy’.
Wybór drzewa
Na drzewa bartne wybierano tylko żywe drzewa. Drzewo takie musiało mieć na wysokości człowieka średnicę przynajmniej 1 metra, by w wyniku działania wiatru pień nie złamał się w miejscu wydrążenia barci. Drzewo z kłodą bartną musiało zaś utrzymać kłodę ważącą często ponad 100 kilogramów. Dlatego zwykle na drzewa bartne wybierano sosny mające wiek powyżej 120 lat. Na drzewa bartne nadawały się sosny o cienkiej, gładkiej i płytko spękanej korze z cienką warstwą bielu, zaś nie nadały się drzewa o grubej i głęboko spękanej korze z dużą warstwą bielu. Drzewo powinno być też proste lub lekko pochylone, co ułatwiało bartnikom wspinanie się.
Ogławianie
Aby zahamować wzrost drzewa wzwyż i spowodować szybsze zwiększanie grubości pnia, a także zabezpieczyć drzewo przed wywróceniem się lub złamaniem przez wiatr, drzewa bartne ogławiano, czyli odcinano wierzchołek na wysokości 2/3 drzewa. Następnie przykrywano z wierzchu miejsce obcięcia wierzchołka kawałkami kory brzozowej lub deską, ewentualnie przybijano jeszcze kołkiem lub dociążano kamieniem, aby zabezpieczyć obcięty wierzchołek przed zamakaniem. Z czasem tak ogłowione drzewo, określane jako podcin, nabierało innego pokroju, a mianowicie stawało się bardziej kopulaste. Wierzchołek drzewa odcinano zwykle już po osiedleniu się pszczół w barci. Jeśli sosna była naturalnie gruszowata, czyli miała równomiernie rozwiniętą i niewybujałą koronę, wtedy wierzchołek pozostawiano nieobcięty. Nie obcinano też wierzchołka, gdy barć umieszczona była w dębie, a to z racji jego bardziej równomiernej korony i większej odporności na wiatry niż w przypadku sosny.
Barcie i kłody
Drzewo bartne mogło zawierać naturalne dziuple zamieszkane przez pszczoły (zwane świepietami, ślepietniami) lub sztuczne dziuple wykonane przez człowieka, nazywane barciami. Na drzewie mogła też być umieszczona osobna kłoda bartna. Drzewo, na którym stała kłoda bartna (tzw. stojak), określane było jako stojło. Niekiedy drzewo bartne ścinano, wycinano z niego fragment pnia z barcią i wykorzystywano jako niezależną kłodę bartną.
Drążenie barci
Barcie były zwykle umieszczone na wysokości od kilku do kilkunastu metrów. W celu ułatwienia drążenia barci wybierano drzewa z murszem, którego widocznym przejawem były hubki czyrenia sosnowego. Próchno takiego zmurszałego drzewa powinno być koloru żółtego lub żółtopomarańczowego, nie zaś brunatnego lub czarnego, który świadczył o zaawansowaniu rozkładu drewna przez grzyby, zaś barć w takim miejscu byłaby zbyt zawilgocona. Dzianie, czyli drążenie barci, wykonywano w sosnach zwykle jesienią, zaś w dębach wiosną, dzięki czemu nie następowało zalewanie ścian drążonej komory żywicą i sokami drzewa. Przewagą barci nad sztucznymi ulami były też grube ścianki dziupli w żywym drzewie. Prawdopodobnie lepiej chroniły one przed oddziaływaniem pola elektrycznego (np. wytwarzanym podczas wyładowania atmosferycznego) niż ścianki uli, dzięki czemu pszczoły dawały więcej miodu i rzadziej zapadały na choroby.
Liczba barci
Najczęściej na jednym drzewie znajdowała się jedna barć, czasami jednak pod sobą lub obok siebie umieszczano do pięciu barci. Drzewo z dwiema barciami nosiło nazwę dwojnica, sosna odwójna, z trzema – sosna otrójna, zaś z jeszcze większą liczbą barci nazwę – królowa. W przypadku kłód bartnych można było umieścić ich na jednym drzewie jeszcze więcej – zdarzały się drzewa nawet z trzydziestoma kłodami. Na Mazowszu drzewo z wyrobioną dziuplą dla pszczół nazywane było dzianek, zaś sosna bez pszczół określana była jako jałowa lub próżna.
Zabezpieczenia
Wokół drzewa mógł być rozłożony gruby chrust, aby utrudnić szkodnikom dostęp do pnia. Wbite w ziemię i zaostrzone kołki sprawiały, że nadziewał się na nie niedźwiedź spadający z drzewa po nieudanej próbie dostana się do barci (strącony np. przez samobitnię). W przypadku ataku mrówek obszar wokół drzewa oraz jego pień obsypywano popiołem drzewnym.
Przyrządy
Do wspinania się na drzewa bartne służyło bartnikowi najczęściej leziwo, rzadziej drabina, ostrzew lub ostrowa (pień choinki z pozostawionymi przyciętymi gałęziami pełniącymi funkcję szczebli) lub stopnie wyrąbywane w pniu i powróz służący do opasywania drzewa.

## Prawo
Bory bartne
Drzewa bartne tworzyły podstawową jednostkę organizacyjną bartnictwa nazywaną borem bartnym. Do boru bartnego nie zaliczał się cały obszar leśny, a jedynie same drzewa bartne. Bartnik nie stawał się więc właścicielem całego lasu – otrzymywał jedynie prawo do użytkowania wybranych drzew i wyrabiania w nich barci. Na bór składało zwykle około 60 drzew bartnych, zdarzały się też jednak większe bory, liczące nawet 120 barci, ale również niewielkie, złożone tylko z 6 barci. Drzewa bartne w danym borze oznaczane były znakami własnościowymi tzw. znamionami bartnymi. Znamieniem były też oznaczane drzewa wybrane do utworzenia barci w przyszłości. W drzewie takim nie zawsze jednak barć została faktycznie wydrążona lub jej drążenie mogło pozostać niezakończone.
Zakazy
Według regulacji prawnych, stosowanych np. na Mazowszu w dobrach książęcych i królewskich (tzw. regale), drzewa bartne lub nadające się na założenie barci nie mogły być ścinane przez właściciela lasu. Właściciel lasu nie mógł też samodzielnie urządzać w drzewach barci. Powinien on też umożliwiać bartnikowi dostęp do drzew. W przypadku naturalnego powalenia drzewa fragment pnia z barcią należał się bartnikowi. W Sandomierskiem istniał zakaz wycinki drzew w promieniu 16 stóp od drzewa bartnego.
Kary
Drzewa bartne podlegały ochronie prawnej. Statut wielkopolski z XIV wieku przewidywał karę za obalenie drzewa bartnego i kradzież barci (art. XXVIII, XXXII). Karę za zniszczenie drzewa bartnego przewidywały także Statuty litewskie. W dziele Porządek prawa bartnego z początku XVII w. za „porąbanie drzewa z pszczołami” przewidywana była tzw. kara kiszek, polegająca na przybiciu do drzewa jelita wyprutego ze skazańca i chodzenia z nim dookoła drzewa, aż wszystkie jelita znalazły się na zewnątrz.

## Stan współczesny
Największa liczba dawnych drzew bartnych zachowała się w Polsce w Puszczy Białowieskiej – 115 drzew bartnych lub ich szczątków według stanu na rok 2017 (m.in. sosna z wiszącym śniotem, sosna przy trasie turystycznej, Dąb Bartny). Nieliczne drzewa bartne zachowały się też w Puszczy Knyszyńskiej. Współcześnie podejmowane są próby odtwarzanie borów i drzew bartnych. Jednym z pierwszych tego typu działań było wykonanie w latach 1993–1994 barci w siedmiu drzewach w Puszczy Knyszyńskiej w pobliżu rezerwatu przyrody Krzemianka.

## Galeria

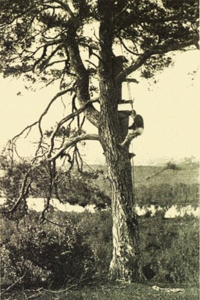
Drzewo bartne
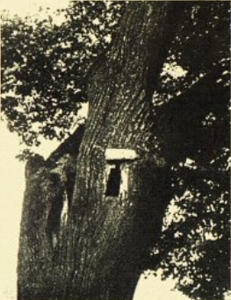
Barć wyrobiona w drzewie bartnym
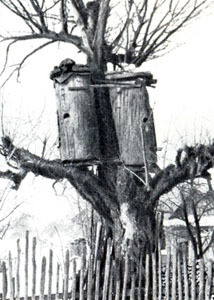
Kłody bartne na drzewie bartnym
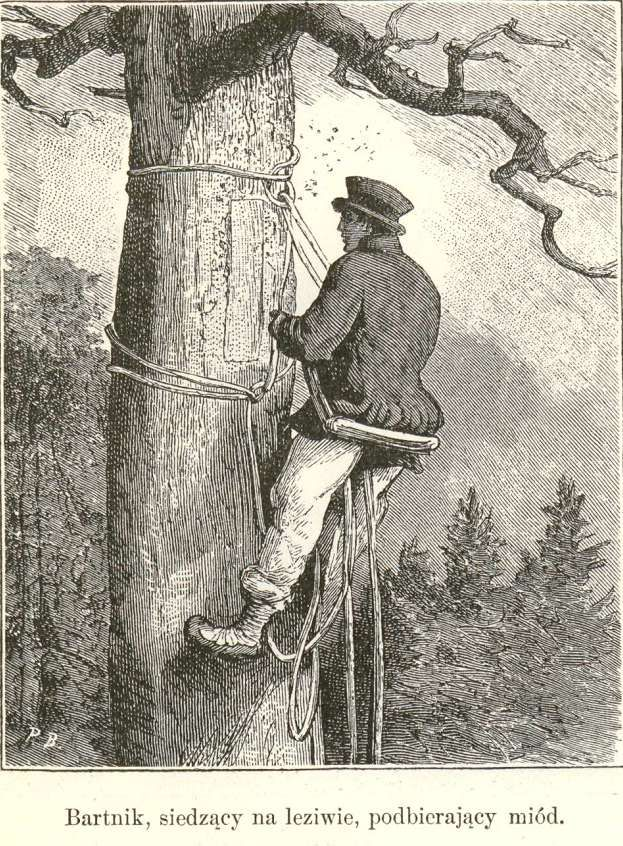
Bartnik na leziwie podczas pracy na drzewie
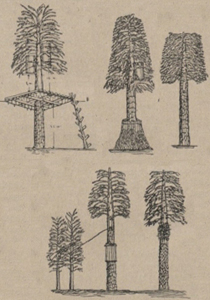
Drzewa z różnymi rodzajami barci i kłód
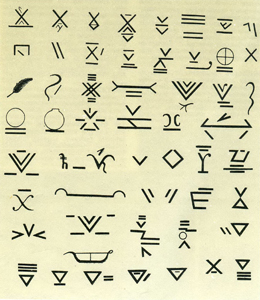
Znamiona bartne umieszczane na drzewach
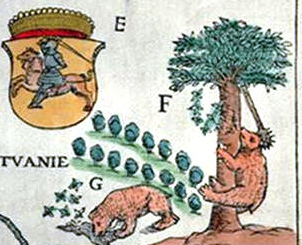
Drzewo bartne na mapie Carta Marina
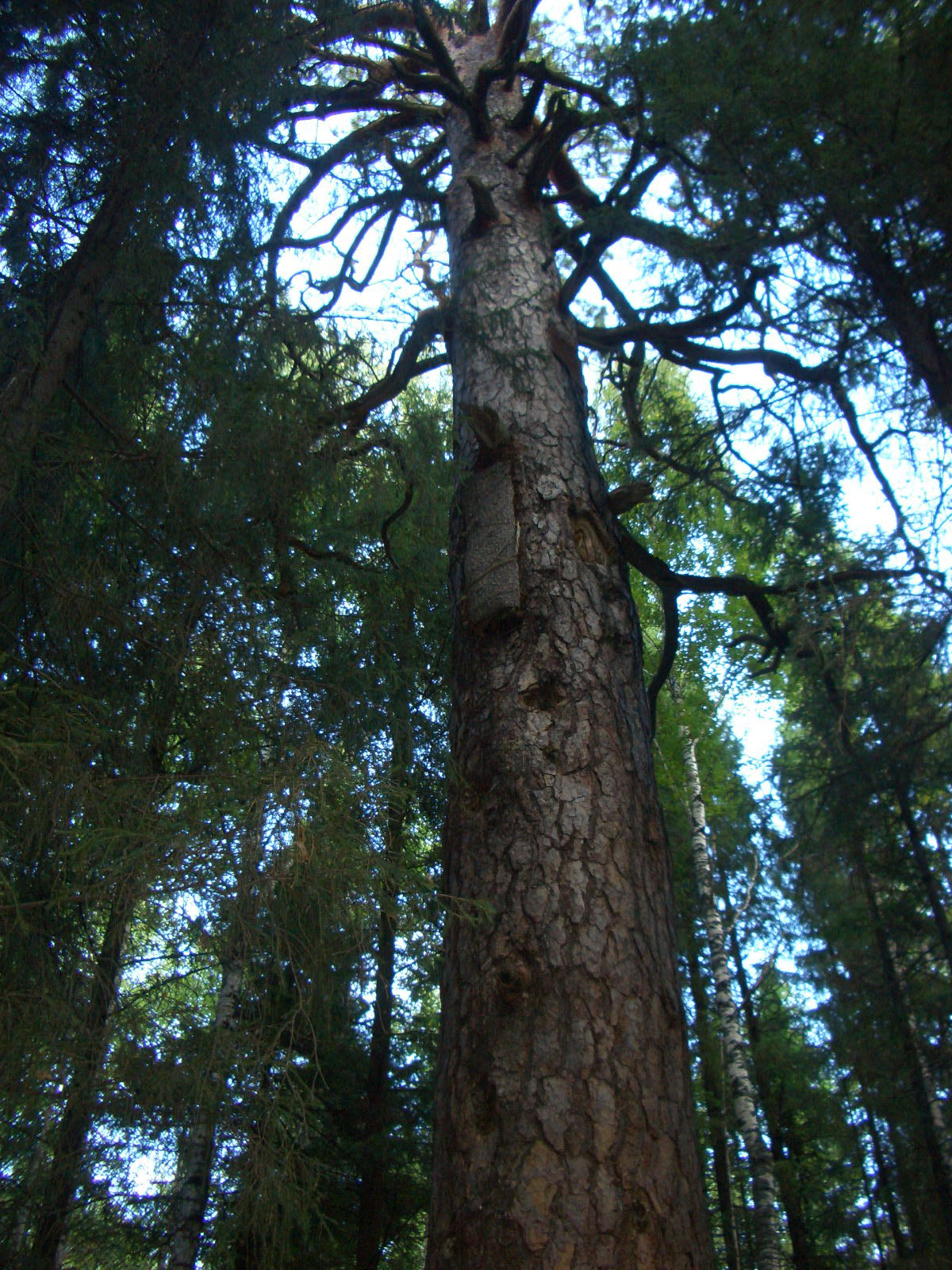
Współczesne drzewo bartne z barcią